# Idol szygirski
Idol szygirski (ros. Шигирский идол) – pochodząca z okresu mezolitu najstarsza drewniana rzeźba na świecie, odkryta w 1890 roku na Syberii. Obecnie jest eksponowana w Swierdłowskim Obwodowym Muzeum Krajoznawczym w Jekaterynburgu.
Posąg został odkopany w styczniu 1890 roku na torfowisku szygirskim, około 100 km od Jekaterynburga. Spoczywał na głębokości 4 metrów, połamany na kilka części. Zachowana do dziś część posągu mierzy 2,8 m wysokości. Pierwotnie całość miała 5,3 m wysokości, dolne fragmenty rzeźby zaginęły jednak po rewolucji październikowej i dziś znane są wyłącznie z rycin. W czasach radzieckich zabytek znajdował się w muzealnym magazynie, na ekspozycji publicznej został wystawiony dopiero w 2003 roku.
Posąg wyrzeźbiony został w świeżym drewnie modrzewiowym, zgodnie z ustaleniami badaczy drzewo w momencie ścięcia miało 157 lat. Twarz idola wykonano poprzez schematyczne zaznaczenie oczu, nosa i ust. Umieszczono ją na długim korpusie pokrytym zygzakowatymi wzorami oraz siedmioma zarysami ludzkich twarzy. Przeprowadzone w 1997 roku przez rosyjskich naukowców datowanie radiowęglowe wykazało, że rzeźba ma 9500 lat. Rezultaty ponownego datowania w laboratorium w Mannheim z 2015 roku wskazują, że jest znacznie starsza i liczy sobie ok. 11 tysięcy lat; ponowna analiza tych danych, dokonana w roku 2020 wskazuje wiek około 10,1 tys. lat.